# Милтиад (папа)
Вижте пояснителната страница за други личности с името Милтиад.
Милтиад е римски папа в периода от 10 юли 310 г. до 10 или 11 януари 314 г.
Милтиад е от африкански произход, но извън това за живота му се знае твърде малко. Най-голямата му заслуга за църквата е борбата срещу монтанизма.
Той е първият папа след края на гоненията на християните след подписването на Миланския едикт през 313 година.